# Ginevra Cantofoli
Ginevra Cantofoli, née à Bologne en 1618, et morte dans la même ville le 12 mai 1672, est une peintre italienne.

## Biographie et carrière
Ginevra Cantofoli a produit des portraits peints, des miniatures sur verre et des tableaux religieux. Elle est principalement connu comme l'élève d'Elisabetta Sirani.Le biographe bolonais Malvasia écrit de Cantofoli qu’elle était déjà peintre avant d’entrer dans l’atelier d’Elisabetta Sirani. De vingt ans son aînée, Cantofoli aurait fait de grands progrès sous l’enseignement de Sirani passant ainsi des petits formats aux grands formats.
Contrairement à Elisabetta Sirani, Cantofoli n’est pas issue d’une famille d’artistes. L’inventaire de son décès révèle qu’elle et son mari possédaient une collection d’œuvres d’art. Enfin, cet inventaire atteste son statut d’artiste professionnelle et son autonomie financière et sociale assurée par son métier après la mort de son mari.

## Œuvres
Cantofoli a peint des portraits. Elle a aussi réalisé des scènes religieuses pour diverses églises de Bologne :
- Le Dernier Souper pour San Procolo (it).
- Saint Thomas de Villanova pour San Giacomo Maggiore.
- Sainte Apollonia pour l'église de La Morte.
- Madonna con il rosario  pour l'église San Lorenzo.
- Anthony de Padoue et Les Anges pour le Sant'Andrea delle Scuole[5].

Des six tableaux religieux rapportés par les biographes Malvasia, Masini, Oretti et Crespi seulement deux ont survécu. Les tableaux Saint Thomas de Villanova l’Immaculée conception ont été portés en procession publique.

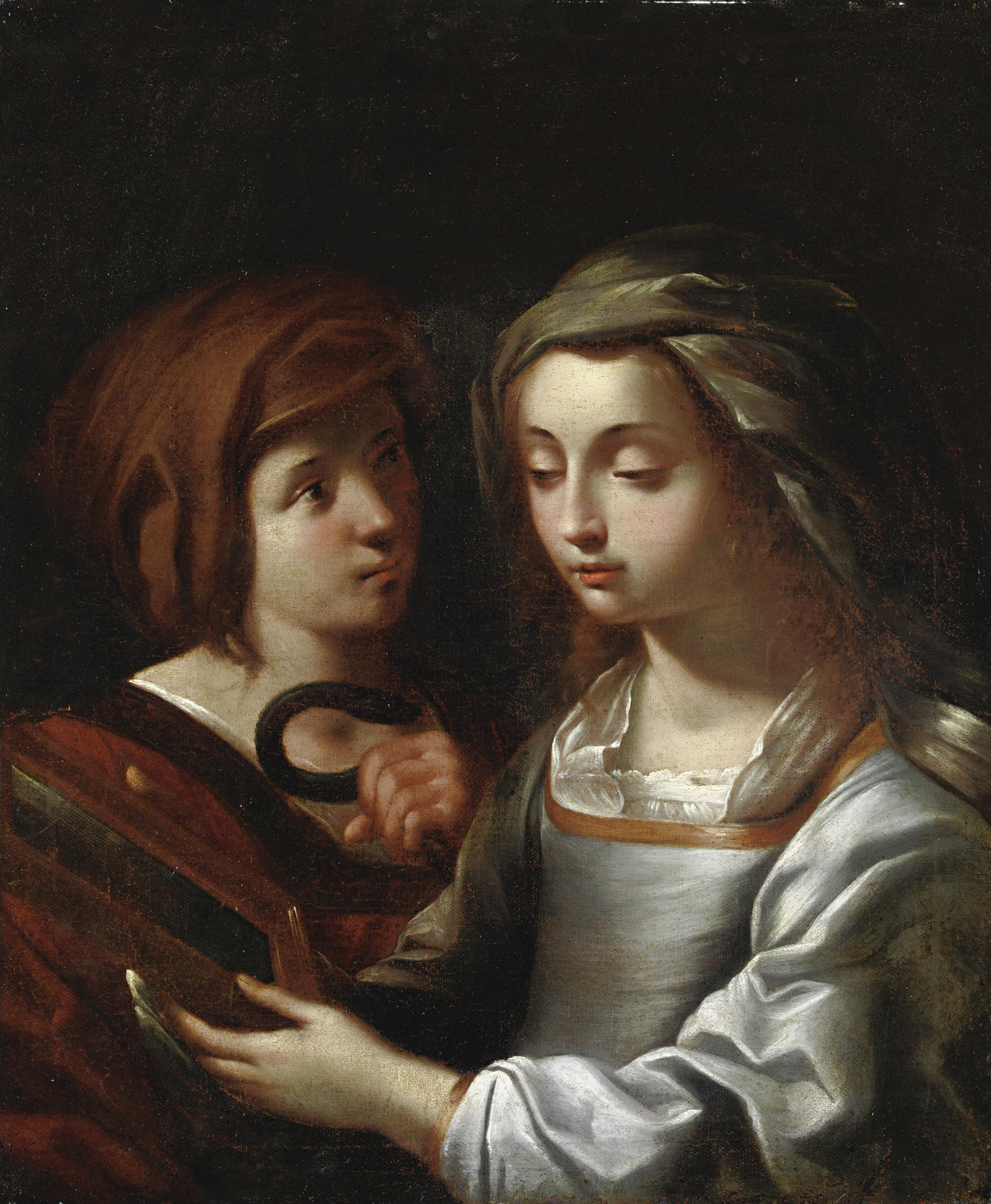
Scène allégorique.
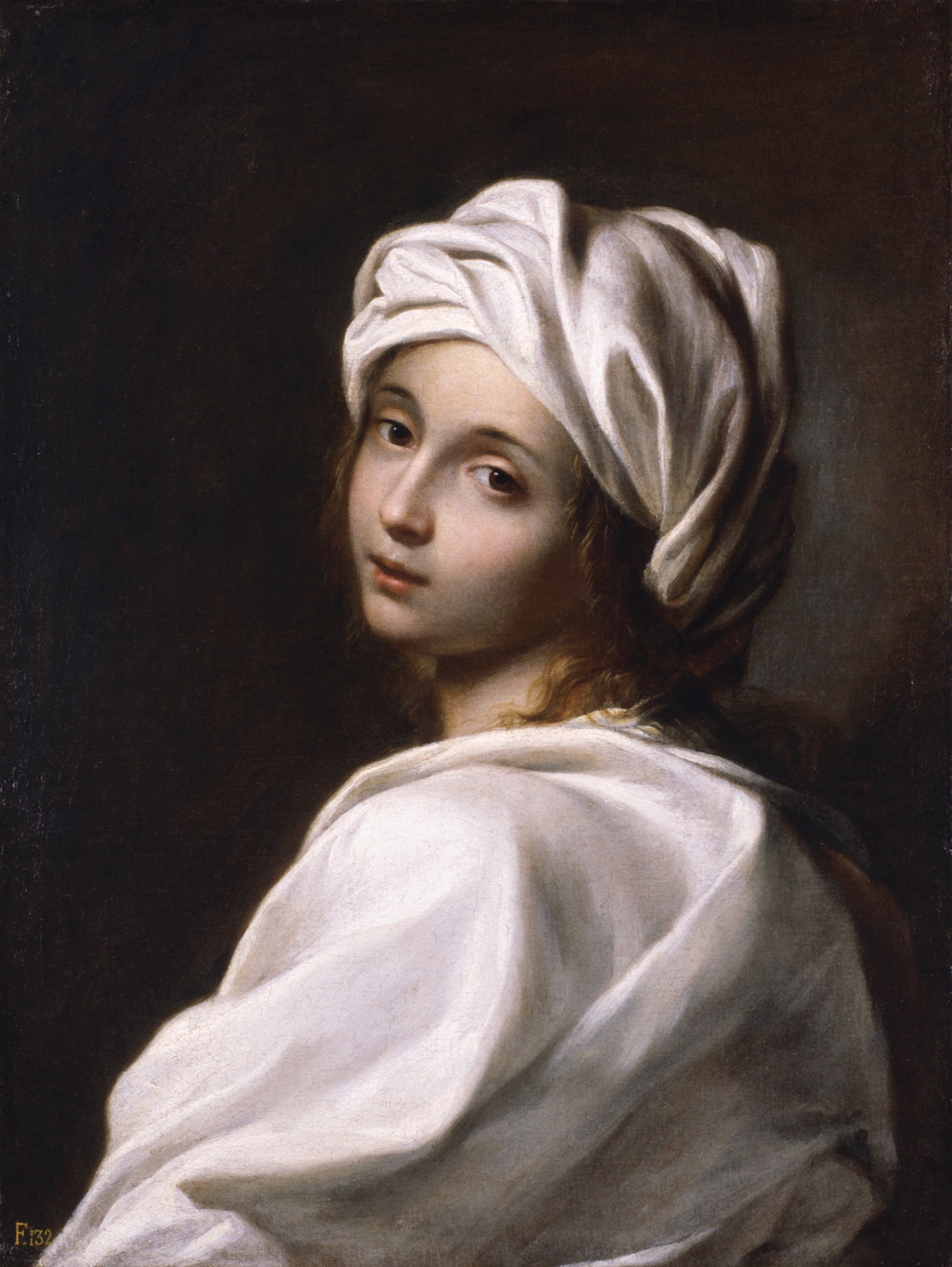
Femme au turban blanc, identifiée comme Beatrice Cenci (ce tableau fut attribué à Guido Reni).
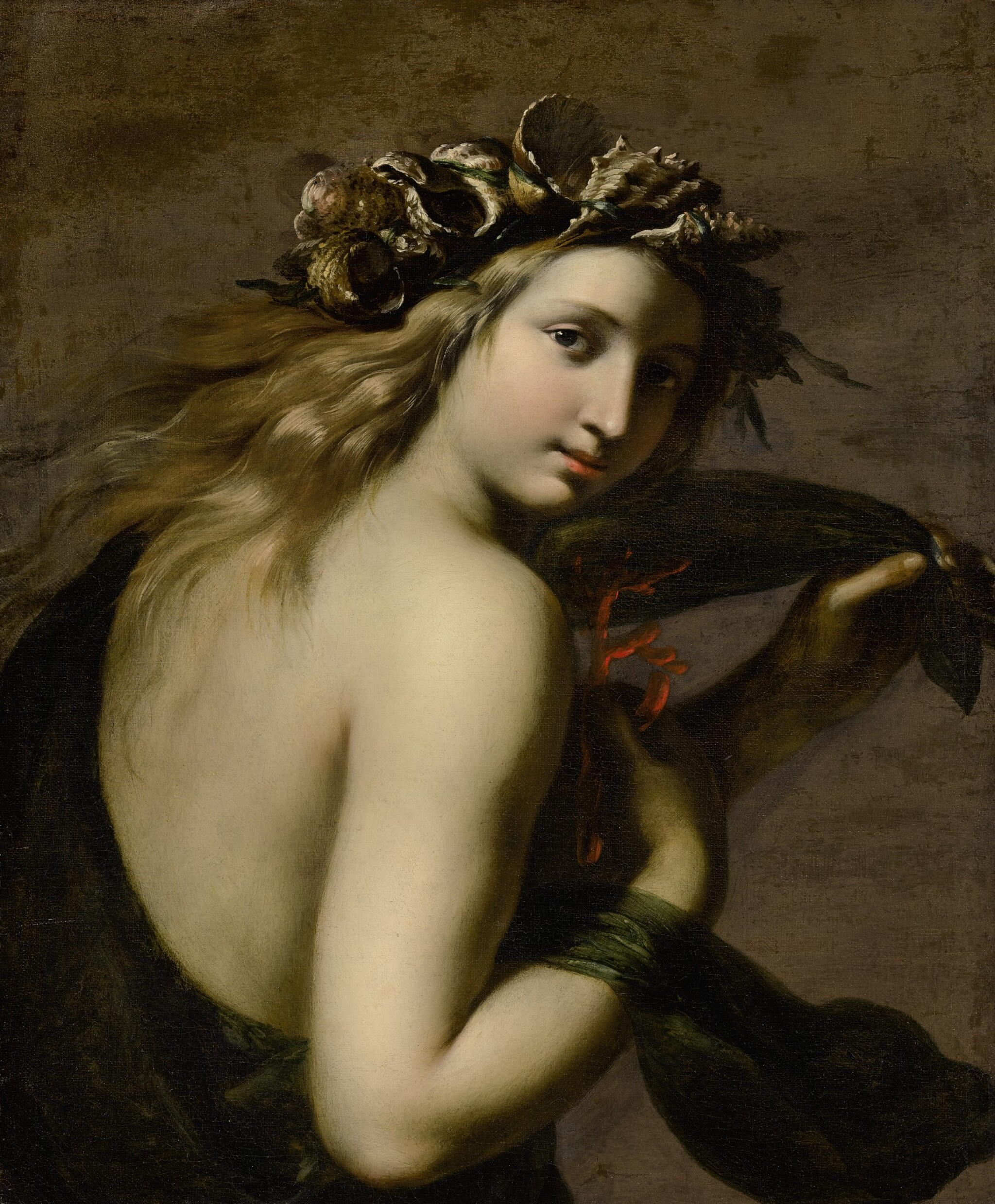
Nymphe marine (probablement Galatée).